# Связь в Боснии и Герцеговине
Телекоммуникации в Боснии и Герцеговине созданы до боснийской войны, которая разразилась в начале 90-х годов. Инфраструктуры включают телефонную и телеграфную сеть, а также сети передачи данных. Всего потенциала объекты телефонных станции 744000 телефонных линий в Боснии и Герцеговине. Война причинила огромный материальный ущерб в телекоммуникационном сфере. Последствия ущерба были частично устранены к 2010-м годам. Кроме того, административное деление страны создала две части подразделения в телекоммуникационном секторе.

## Статистика

### Телефонная связь
- Телефоны — основные линии: 1,065,000 (2007)
- Телефоны — обороты мобильных телефонов: 3,842,000 (2008)[1]

В послевоенном восстановлении телекоммуникационной сети помогали международные спонсоры-программы ERBD, что привели к резкому увеличению числа основных телефонных линий доступа; обороты мобильных телефонов начали быстро расти.

### Радиовещание
Радиовещательные станции: 8 AM, FM 16, коротковолновые 1 (1998). Число приёмников: 940 тысяч (1997)

### Телевидение
Телевещательные станции: 33 (плюс 292 ретрансляторов) на сентябрь 1995 года

### Интернет
- Интернет-провайдеров (ISP): 30 (2003)
- Интернет-пользователи: 1.055.000 (2007)
- Код страны (домен верхнего уровня): ba.